# Lophiodes fimbriatus
Lophiodes fimbriatus is een straalvinnige vissensoort uit de familie van zeeduivels (Lophiidae). De wetenschappelijke naam van de soort is voor het eerst geldig gepubliceerd in 1985 door Saruwatari & Mochizuki.